# Palas (filho de Evandro)
Palas ou Palante (em grego Παλλάς; em latim Pallas) é um personagem da mitologia romana, filho de Evandro, rei dos árcades, refugiados que fundaram a cidade de Palanteu, no Palatino, local onde mais tarde Rômulo fundaria Roma. Desempenha papel importante na Eneida, poema épico de Virgílio. Sua mãe seria uma italiana sabélica, denominação que era aplicada a algumas populações da Itália central. 

## Lenda
Segundo Virgílio, os árcades viviam em guerra contínua com o povo latino, no Lácio. O deus Tibre aconselha Eneias a firmar um pacto com eles, para lutar contra Turno, rei dos rútulos, que queria expulsar os troianos da Itália. Palante está entre os primeiros a avistar os navios dos refugiados troianos, comandados por Eneias, que sobem o rio Tibre para chegar a Palanteu. Recebe os exilados e os acompanha à casa de seu pai.
Evandro aceita firmar aliança com Eneias e envia Palante "para contemplar as façanhas" de Eneias, "acostumar-se a suportar a vida militar e o penoso trabalho de Marte". Oferece a Eneias duzentos cavaleiros árcades, força de elite de seu exército, e Palante oferece mais duzentos em seu próprio nome. O pai se despede do filho com muita emoção e Palante acompanha Eneias para a guerra contra os rútulos, na qual usará as armas pertencentes ao velho fundador de Palanteu.
A guerra é sangrenta e Palante mata muitos inimigos, alguns ilustres. Os árcades, que fugiam diante dos latinos, porque a natureza acidentada do lugar os levara a abandonar os cavalos, inflamam-se com as admoestações do chefe e com suas proezas. Do lado dos rútulos se destaca o filho de Mezêncio, Lauso, quase com a mesma idade de Palante. Virgílio conta que os dois tinham uma beleza admirável, mas a Fortuna lhes recusou o retorno à pátria e Júpiter não consentiu que lutassem um contra o outro.
Palante, apesar de sua valentia, é morto pelo arrogante Turno, que se apropria de seu cinturão, consentindo entretanto em devolver seu cadáver. Eneias, avisado por um mensageiro de sua morte, é dominado pelo furor e quer vingar o jovem árcade. Começa imolando diferentes vítimas sem defesa e se mostra impiedoso. Em seguida massacra e põe em fuga todos os inimigos que tentam resistir. O relato da morte e dos funerais de Palante é um dos mais tocantes da Eneida.
Para evitar que haja mais vítimas, os chefes dos dois lados em guerra decidem que ela seja resolvida num combate entre Eneias e Turno. O duelo termina com a derrota do rútulo, que suplica a Eneias que poupe sua vida. O herói troiano está quase convencido a perdoar Turno, mas, ao ver o cinturão de Palante nos ombros do inimigo, seu furor se reaviva e, com um último golpe, mata o rei dos rútulos. Há uma semelhança entre essa cena e a morte de Heitor por Aquiles, para vingar a morte de Pátroclo, na Ilíada de Homero.